# えがおのおくりもの
『“えがおのおくりもの”〜Chihaya Yoshitake Precure Song Best〜』は、吉武千颯のベスト・アルバム。2024年12月25日にマーベラスから発売された。

## 背景・リリース
2019年にアニメ「プリキュアシリーズ」の主題歌歌手としてデビューし、以来6年にわたりシリーズに関わり続けてきた吉武千颯による関連楽曲を収録したベスト・アルバム。
初参加した『スター☆トゥインクルプリキュア』から初めてオープニングテーマを担当した『わんだふるぷりきゅあ!』まで歌ってきた主題歌・挿入歌・イメージソングに加え、自身が作詞した書き下ろし楽曲2曲を含む全18曲が収録される。
封入特典として印字サイン&メッセージ入り撮りおろしブロマイド2種（全4種の中からランダム封入）と、「わんだふるぷりきゅあ!evolution!!」及びエンディング主題歌メドレーダンスのミュージックビデオ他を収録したDVDが付く。また初回特典としてキャンバスブロマイド（スーパーアート6色印刷）と、吉武の誕生日にあたる2025年3月28日に東京都豊島区のharevutaiで開催された「『“えがおのおくりもの”
〜Chihaya Yoshitake Precure Song Best〜』リリース記念!バースデースぺシャルトーク&ライブ」のイベント申込券が封入される。ジャケットイラストには吉武が関わったプリキュア6作品の主人公が描かれている。またCDとDVDの盤面には『デリシャスパーティ♡プリキュア』キャラクターデザインの油布京子、『ひろがるスカイ!プリキュア』キャラクターデザインの斎藤敦史がそれぞれ描いた吉武のイラストがプリントされている。

## 収録楽曲
既発曲の解説は各収録作品を参照のこと。
| #         | タイトル | 作詞                   | 作曲                | 編曲                   | 時間  |
| --------- | --- | ---------------------- | ------------------- | ---------------------- | ----- |
| 1.        | 「ユメ♡pallet」 | 吉武千颯               | 馬瀬みさき          | 馬瀬みさき             | 3:53  |
| 2.        | 「わんだふるぷりきゅあ！evolution!!」(『わんだふるぷりきゅあ!』OP主題歌)                                                     | こだまさおり           | EFFY                | EFFY                   | 3:35  |
| 3.        | 「Try Try Try 〜Remix for Chihaya Yoshitake Ver.〜」(『ひろがるスカイ!プリキュア』イメージソング)                            | 大森祥子               | EFFY                | 馬瀬みさき             | 3:44  |
| 4.        | 「CLAP!〜勇気を鳴らせ〜 Remix for Chihaya Yoshitake」(『トロピカル〜ジュ!プリキュア』イメージソング)                         | マイクスギヤマ         | 石塚玲依            | 石塚玲依               | 3:53  |
| 5.        | 「星座のチカラ」(『映画 スター☆トゥインクルプリキュア 星のうたに想いをこめて』挿入歌)                                        | 馬瀬みさき             | 馬瀬みさき・堀本 陸 | 馬瀬みさき・堀本 陸    | 4:37  |
| 6.        | 「Daybreak song 〜Original Remix for Chihaya Yoshitake〜」(『ひろがるスカイ!プリキュア』挿入歌)                              | マイクスギヤマ         | 高木洋              | 馬瀬みさき             | 4:03  |
| 7.        | 「シェアして！プリキュア Chihaya Yoshitake Ver.」                                                                            | 青木久美子             | 三好啓太            | 三好啓太               | 5:02  |
| 8.        | 「All for one Forever」(With Vocal：礒部花凜/北川理恵/駒形友梨/Machico/宮本佳那子、『映画 プリキュアオールスターズF』挿入歌) | こだまさおり           | 森いづみ            | 森いづみ               | 4:49  |
| 9.        | 「KIZUNA◇ダイアモンド」(Chorus：北川理恵・Machico、『ひろがるスカイ!プリキュア』イメージソング)                              | 青木久美子・六ツ見純代 | 馬瀬みさき          | 馬瀬みさき             | 5:10  |
| 10.       | 「Dear Shine Sky 〜Live Intro Ver.〜」(『ひろがるスカイ!プリキュア』後期ED主題歌)                                            | 大森祥子               | ハマダコウキ        | ハマダコウキ           | 4:08  |
| 11.       | 「ヒロガリズム 〜Live Intro Ver.〜」(With Vocal：石井あみ、『ひろがるスカイ!プリキュア』前期ED主題歌)                        | 六ツ見純代             | ハマダコウキ        | ハマダコウキ           | 4:23  |
| 12.       | 「DELICIOUS HAPPY DAYS♪」(『デリシャスパーティ♡プリキュア』前期ED主題歌)                                                     | こだまさおり           | ヒゲドライバー      | ヒゲドライバー         | 3:39  |
| 13.       | 「あこがれ Go My Way!!」(With Vocal：北川理恵、『トロピカル〜ジュ!プリキュア』後期ED主題歌)                                  | こだまさおり           | 馬瀬みさき・堀本 陸 | 馬瀬みさき・堀本 陸    | 4:16  |
| 14.       | 「トロピカ I・N・G 〜Live Intro Ver.〜」(『トロピカル〜ジュ!プリキュア』前期ED主題歌)                                        | こだまさおり           | 馬瀬みさき          | 馬瀬みさき・堀本 陸    | 4:19  |
| 15.       | 「教えて...!トゥインクル☆」(『スター☆トゥインクルプリキュア』後期ED主題歌)                                                   | MUTEKI DEAD SNAKE      | MUTEKI DEAD SNAKE   | 生田真心               | 3:40  |
| 16.       | 「パペピプ☆ロマンチック」(『スター☆トゥインクルプリキュア』前期ED主題歌)                                                     | 高瀬愛虹               | 田村信二            | 田村信二・草野よしひろ | 3:52  |
| 17.       | 「Wonder Flowers プリキュア」(『わんだふるぷりきゅあ!』イメージソング)                                                       | 青木久美子             | 高木洋              | 馬瀬みさき             | 4:08  |
| 18.       | 「“えがおのおくりもの”」 | 吉武千颯               | 馬瀬みさき          | 馬瀬みさき             | 7:06  |
| 合計時間: | 合計時間: | 合計時間:              | 合計時間:           | 合計時間:              | 78:17 |

CDでは「“えがおのおくりもの”」の後にシークレットトラックとして、「星座のチカラ」のオルゴールアレンジバージョンが収録されている。このためCDのトラック上では7分6秒となる（配信等でのシークレットトラックがない単独バージョンでは3分54秒）。
| #  | タイトル                                 | 作詞 | 作曲・編曲 |
| -- | ---------------------------------------- | ---- | ---------- |
| 1. | 「わんだふるぷりきゅあ！evolution!! MV」 |      |            |
| 2. | 「エンディング主題歌メドレーダンス MV」  |      |            |
| 3. | 「MVメイキング映像」                     |      |            |